# Titanomachya
Titanomachya gimenezi
Genre
Espèce
Titanomachya est un genre fossile de dinosaures sauropodes du clade des titanosaurias, provenant de la formation de La Colonia datée du Crétacé supérieur et situé en Argentine. 
Le genre n'est représenté que par une seule espèce, Titanomachya gimenezi. 

## Découverte
Titanomachya gimenezi a été découvert dans les sédiments de la formation de La Colonia près Cerro Bayo, une montagne de la cordillère des Andes et du cratère Bajada del Diablo dans la province de Chubut en Patagonie, en Argentine,. 
Le spécimen se compose d'un squelette incomplet et partiellement articulé, comprenant une vertèbre caudale, plusieurs côtes fragmentaires, deux arcs hémaux, l'humérus gauche, des fragments de la ceinture pelvienne, une partie des deux fémurs, des tibias et des péronés, et des parties des deux astragales. En 2024, Pérez-Moreno et al. décrivent Titanomachya gimenezi comme un nouveau genre et une nouvelle espèce de sauropodes titanosauriens basée sur ces restes fossiles.
Titanomachya représente le premier titanosaure du clade des Saltasauroidea découvert dans les sédiments de la Patagonie centrale datés de la fin du Crétacé. Le seul autre Saltasauroidea du massif de Patagonie Nord est le Dreadnoughtus, du même âge, de la formation de Cerro Fortaleza.

## Étymologie
Le nom générique, Titanomachya, fait allusion à la Titanomachie, un épisode de la mythologie grecque concernant la bataille où les dieux de l'Olympe ont combattu et vaincu les Titans, cela faisant référence à la proximité de l'espèce avec l'extinction des titanosaures. 
L'épithète spécifique, gimenezi, rend hommage à Olga Giménez (d) pour sa contribution à l'étude des dinosaures argentins de la province de Chubut.

## Description
C'est un titanosaure relativement petit, pesant environ 7,8 tonnes.
Titanomachya est un petit titanosaure, d'une longueur estimée à six mètres. Il pesait probablement entre 5,8 et 9,8 tonnes. Le spécimen holotype était un adulte de taille similaire à certains saltasauridés, mais il pourrait peser plus, comme l'indique un astragale modifié pour une meilleure portance. La morphologie de l'astragale est intermédiaire entre les Colossosauria et les saltasauroïdes.

### Publication originale
- [2024] (en) Agustín Pérez-Moreno, Leonardo Salgado, José L. Carballido et Alejandro Otero, « A new titanosaur from the La Colonia Formation (Campanian-Maastrichtian), Chubut Province, Argentina », Historical Biology,‎ 10 avril 2024, p. 1–20 (ISSN 0891-2963 et 1029-2381, DOI 10.1080/08912963.2024.2332997, lire en ligne, consulté le 11 juin 2024).